# 지역발전기획단
지역발전기획단(地域發展企劃團)은 지역발전의 효율적 추진을 위한 관련 중요 정책의 원활한 지원을 위해 설립된 지역발전위원회 소속기관으로 지역발전기획단장은 대통령비서실의 지역발전업무를 담당하는 비서관이 겸직한다. 서울특별시 종로구 세종대로 209 정부서울청사 4층에 위치하고 있다.

## 설립 근거
- 국가균형발전 특별법[1]

## 연혁
- 2004년 4월 1일 국가균형발전위원회 소속 국가균형발전기획단
- 2009년 4월 22일 지역발전위원회 소속 지역발전기획단으로 개편

## 주요 업무
- 지역발전위원회 또는 전문위원회의 회의 준비에 관한 사무
- 지역발전위원회 또는 전문위원회의 회의에 부치는 안건 작성에 관한 사무
- 지역발전위원회의 기능과 관련된 전문적인 조사·연구에 관한 사무
- 그 밖에 지역발전위원회 또는 전문위원회의 각종 업무 지원에 관한 사무

## 조직

### 지역발전기획단장
- 정책총괄국
- 지역생활국
- 지역활력국
- 정책홍보관
- 정책연구팀

## 같이 보기
- 지역발전지원단
- 지방자치발전위원회